# Río Aguapey
Le río Aguapey est un cours d'eau argentin du bassin hydrographique du río Uruguay, qui parcourt sinueusement sur 260 km la province de Corrientes. 

## Géographie

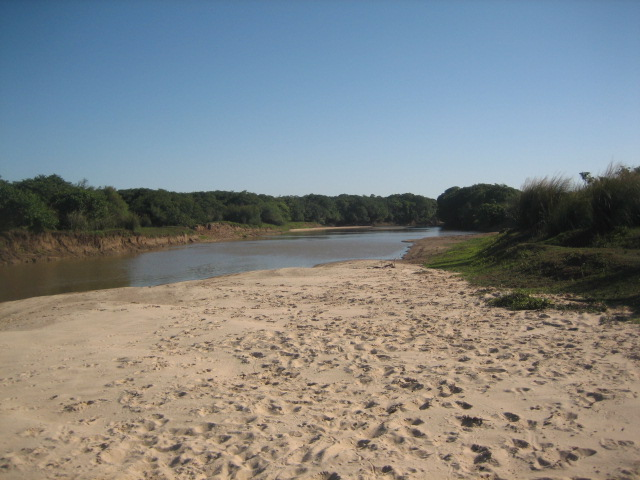
Plage de sable en bordure du río Aguapey - La Magnolia.

Il naît des étangs et marécages à proximité de la localité de San Carlos, à l'extrême nord-est de la province. Après avoir beaucoup divagué, il se jette dans l'Uruguay à la hauteur d'Alvear.

### Bassin versant
Le bassin de l'Aguapey a une superficie de 8 106 km2. Son lit parcourt une large plaine alluviale de pente très légère et est entouré de marécages d'amplitude variable pendant la période des pluies, entre décembre et mai.

## Hydrologie
Son débit moyen annuel à la station hydrométrique de La Sirena pour la période 1968-1997 a été de 83,6 m3/s.